# Thandi Modise
Thandi Modise, née le 25 décembre 1959, est une femme politique sud-africaine et ancienne guérillera anti-apartheid. 
De 2015 à 2019, elle préside le Conseil national des Provinces, puis l'Assemblée nationale d'Afrique du Sud de 2019 à 2021, et enfin elle occupe le poste de ministre de la Défense et des Anciens Combattants de 2021 à 2024.

## Biographie

### Jeunesse
Elle quitte l'Afrique du Sud en 1976 pour rejoindre le Congrès national africain et reçoit une formation en Angola. Elle retourne en Afrique du Sud en 1978 en tant qu'agent de l'Umkhonto weSizwe (MK). Elle est arrêtée et emprisonnée en 1979, devenant la première femme en Afrique du Sud à être emprisonnée pour des activités du MK.

### Carrière politique
Elle occupe le poste de Premier ministre du Nord-Ouest (en) du 19 novembre 2010 au 21 mai 2014, date à laquelle elle est remplacée par Supra Mahumapelo (en), également de l'ANC, après les élections générales de 2014.
Le 5 août 2021, elle est nommée ministre de la Défense et des Anciens Combattants.
Dans la soirée du 14 octobre 2021, des individus affiliés aux anciens combattants de la guerre de libération (LSWV) prennent Thandi Modise en otage, ainsi que son adjoint, Thabang Makwetla (en), et le ministre à la présidence Mondli Gungubele (en) dans un hôtel de Pretoria. Au bout de près de trois heures, des membres des forces spéciales prennent d'assaut l'établissement, libèrent les otages et arrêtent de nombreux individus,. Le 20 octobre, 42 des 53 accusés sont libérés sous caution et le procès pour enlèvement est reporté au 1er février 2022.
Le 16 mars 2022, le Comité de travail national de l'ANC nomme Thandi Modise pour diriger une équipe de travail chargée d'évaluer le statut de la Ligue des femmes du parti avant la conférence élective nationale du parti en décembre 2022.

## Controverses

### Polémique sur les indemnités de déplacement
En 2017, elle est surprise en train de prendre une indemnité de déplacement de plus de 125 000 rands, à laquelle elle n'a pas droit en tant que présidente du Conseil national des provinces. Il lui est demandé de rembourser cette allocation sur une période de trois ans, mais elle résiste à cette instruction et il n'est pas établi si elle a remboursé la somme.

### Accusations de cruauté envers les animaux
En juillet 2014, la NSPCA (en) découvre un certain nombre d'animaux morts, notamment des poulets, des cochons, des chèvres et des oies, dans une ferme appartenant à Thandi Modise à Modderfontein, dans la province du Nord-Ouest. Il est évident que les animaux sont restés sans nourriture ni eau pendant plus d'une semaine et que les 85 porcs restants à la ferme ont eu recours à la cannibalisation de 58 porcs morts. Aucun travailleur n'est présent sur la propriété. La police du Nord-Ouest confirme le 7 juillet qu'elle va faire face à des accusations de cruauté envers les animaux en violation de la loi sur la protection des animaux. Elle répond aux affirmations en déclarant qu'elle « apprend » comment cultiver, et qu'elle avait nommé un gérant de ferme, mais qu'il avait abandonné ses fonctions pour s'occuper d'une affaire de famille. Environ quatre mois plus tard, il est signalé que les conditions à la ferme se sont améliorées, que le bétail a reçu suffisamment de nourriture et est dans un « état acceptable ».
La NSPCA et AfriForum ouvrent un dossier de cruauté envers les animaux contre Thandi Modise. Le 30 avril 2021, le tribunal régional de Potchefstroom rejette l'affaire de cruauté envers les animaux contre elle. Le tribunal estime qu'elle ne peut être tenue responsable de ce qui se passait dans sa ferme et que l'homme qu'elle avait engagé pour s'occuper de sa ferme doit être tenu responsable des crimes commis.